# Gmina Łagiewniki
Die Gmina Łagiewniki ist eine Landgemeinde im Powiat Dzierżoniowski der Woiwodschaft Niederschlesien in Polen. Ihr Sitz ist das gleichnamige Dorf (deutsch: Heidersdorf) mit etwa 2800 Einwohnern.

## Geographie

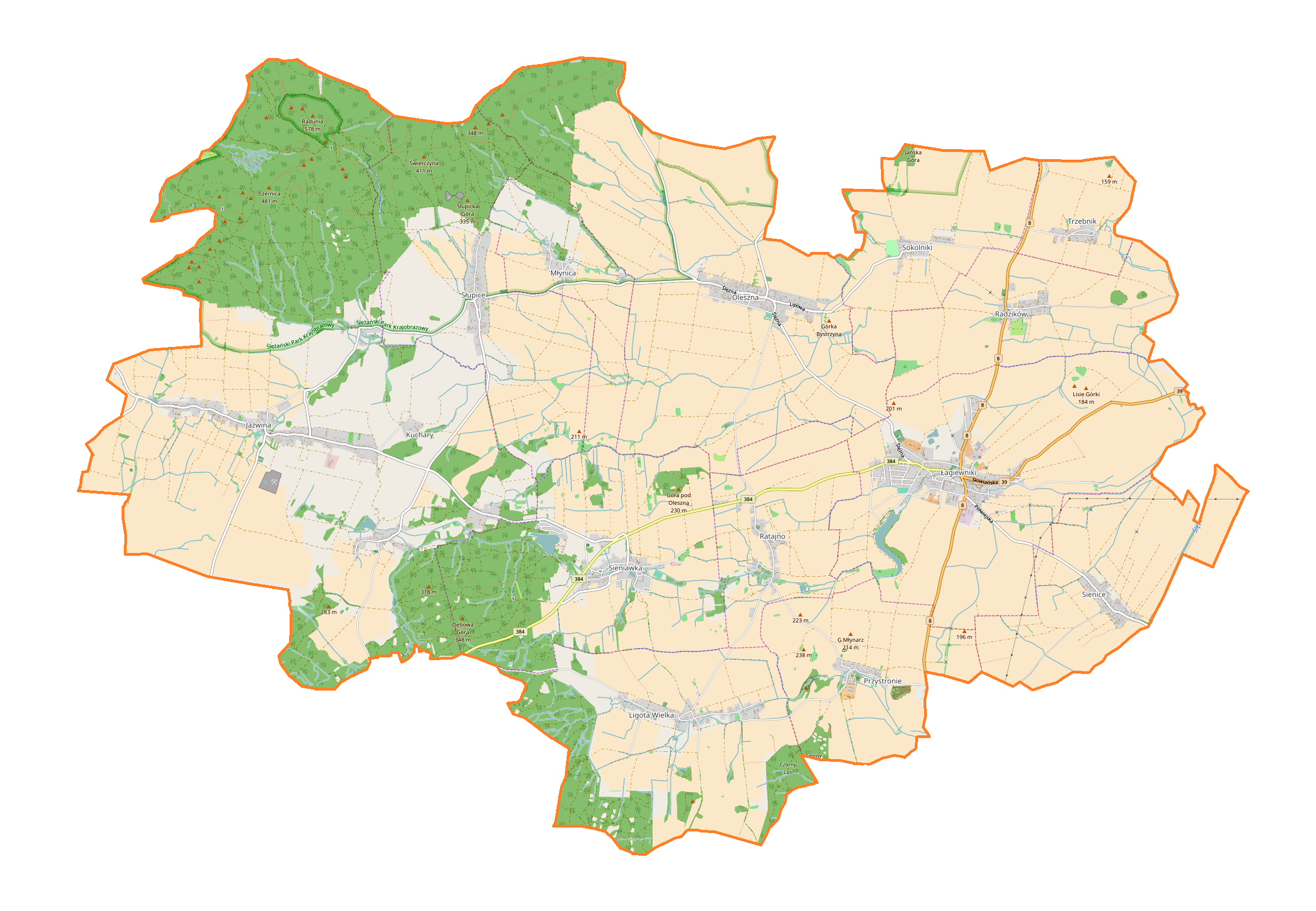
Karte der Gemeinde

Die Gemeinde liegt im Osten der Woiwodschaft Niederschlesien. Breslau liegt etwa 40 Kilometer nördlich und Dzierżoniów (Reichenbach im Eulengebirge) acht Kilometer südwestlich.
Höchste Erhebung ist die 578 m n.p.m. hohe Radunia im Nordwesten der Gemeinde, der zum Ślężański Park Krajobrazowy (Landschaftsschutzpark Zobtenberg) gehört.

## Geschichte
Die Landgemeinde wurde 1973 aus Gromadas wieder gebildet. Die Woiwodschaft Breslau wurde 1975  wesentlich verkleinert, der Powiat aufgelöst. Zum 1. Januar 1999 kam die Gemeinde zur Woiwodschaft Niederschlesien und zum wiedererrichteten Powiat Dzierżoniowski.

## Gliederung
Die Landgemeinde Łagiewniki besteht aus 14 Dörfern mit einem Schulzenamt (deutsche Namen, amtlich bis 1945).
- Jaźwina (Langseifersdorf) mit Ortsteil Kuchary (Kuchendorf)
- Ligota Wielka (Groß Ellguth)
- Łagiewniki (Heidersdorf)
- Młynica (Mellendor)
- Oleszna (Langenöls)
- Przystronie (Pristram, 1937–1945 Breitental)
- Radzików (Rudelsdorf)
- Ratajno (Panthenau)
- Sieniawka (Lauterbach)
- Sienice (Senitz)
- Słupice (Schlaupitz)
- Sokolniki (Wättrisch)
- Stoszów (Stoschendorf)
- Trzebnik (Trebnig)

## Sehenswürdigkeiten
Die Landgemeinde weist eine große Zahl denkmalgeschützter Baudenkmale auf. In das nationale Denkmalregister der Woiwodschaft sind eingetragen:
- Kirche in Ligota Wielka, erbaut im 17., erweitert im 19. Jahrhundert[5]
- Herrenhaus in Ligota Wielka, erbaut im 16./17. Jahrhundert[6]
- Pfarrkirche in Łagiewniki, erbaut im 18. Jahrhundert[7]
- Friedhofskapelle in Łagiewniki, erbaut im 15. und 18. Jahrhundert[8]
- Schloss in Łagiewniki, erbaut im 18. Jahrhundert[9]
- Kirche in Miłowice[10]
- Herrenhaus in Oleszna, erbaut im 18. Jahrhundert[11]
- Schloss in Piotrówek, erbaut 1897[12]
- Fundament der Windmühle in Przystronie (abgegangen ?), erbaut im 18. Jahrhundert[13]
- Pfarrkirche in Radzików, erbaut 14.–18. Jahrhundert[14]
- Ruine des Herrenhauses in Radzików, Wehrbau mit Resten eines Wassergrabens, erbaut 1526 und 1806[15]
- Kirche in Ratajno, ehemals evangelisch, erbaut 1849–1853[16]
- Kirche in Sieniawka, erbaut 1880–1883[17]
- Herrenhaus in Sieniawka, erbaut 1678 in Fachwerkbauweise[18]
- Pfarrkirche in Słupice, 1890[19]
- Ruine des Herrenhauses in Słupice, erbaut im 16. und 19. Jahrhundert[20]
- Schloss Wättrisch in Sokolniki;[21] mit Nebengebäuden, erbaut im 17.–19. Jahrhundert
  - Park[22] und Vorwerk[23]
  - Remise, Kuhstall, Wirtschafts- und Wohngebäude
- Aussichtsturm (Bismarckturm) auf dem Jańska Góra bei Sokolniki, erbaut im 1869[24]
- Kirche in Stoszów, erbaut im 16., erweitert im 19. Jahrhundert[25]
- Herrenhaus (ruinierter Wehrbau) in Stoszów, erbaut im 16. Jahrhundert[26]

Die Kirche Mariä Himmelfahrt in Oleszna ist nicht Teil des nationalen Denkmalregisters.

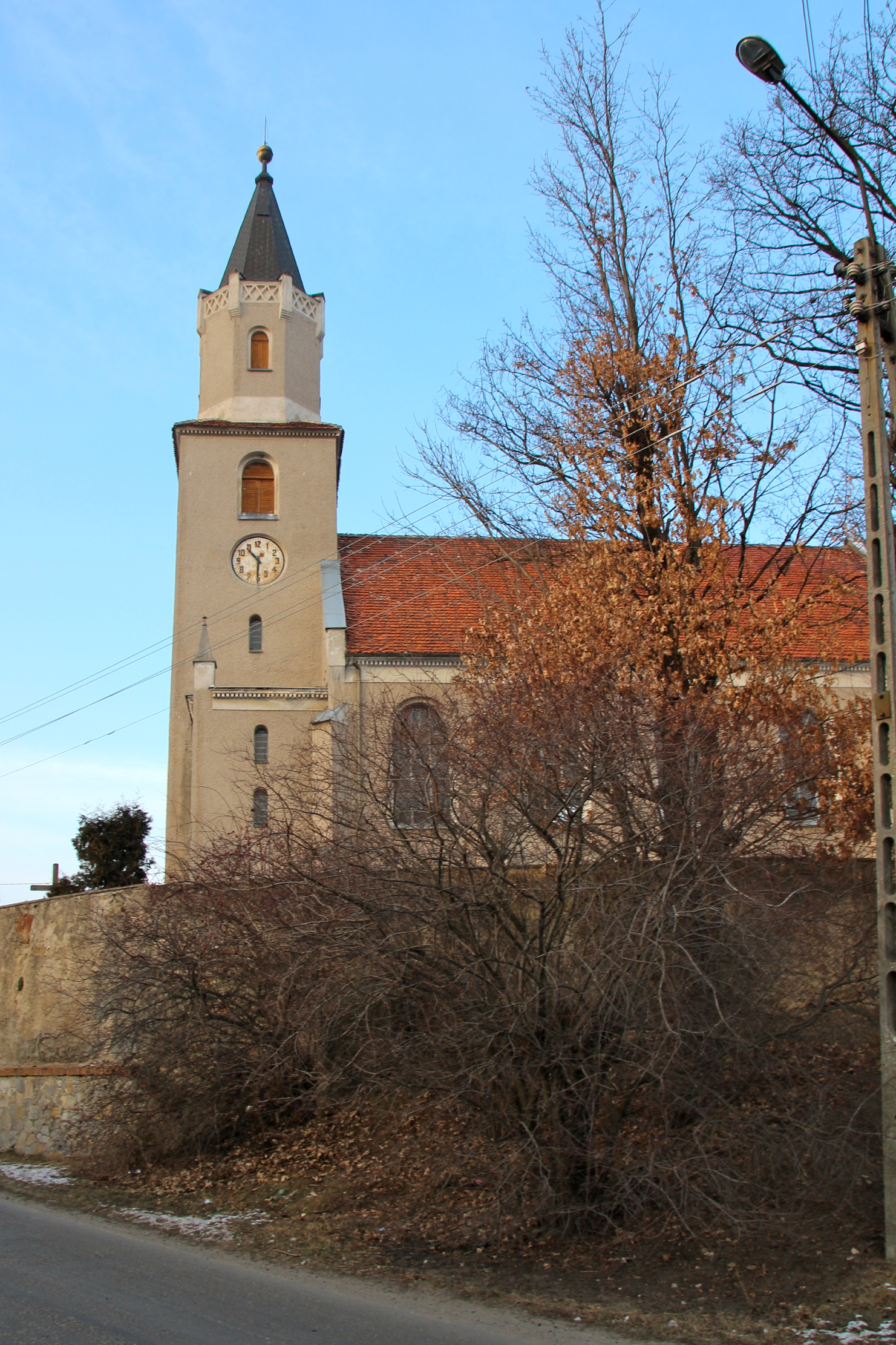
Kirche in Ratajno
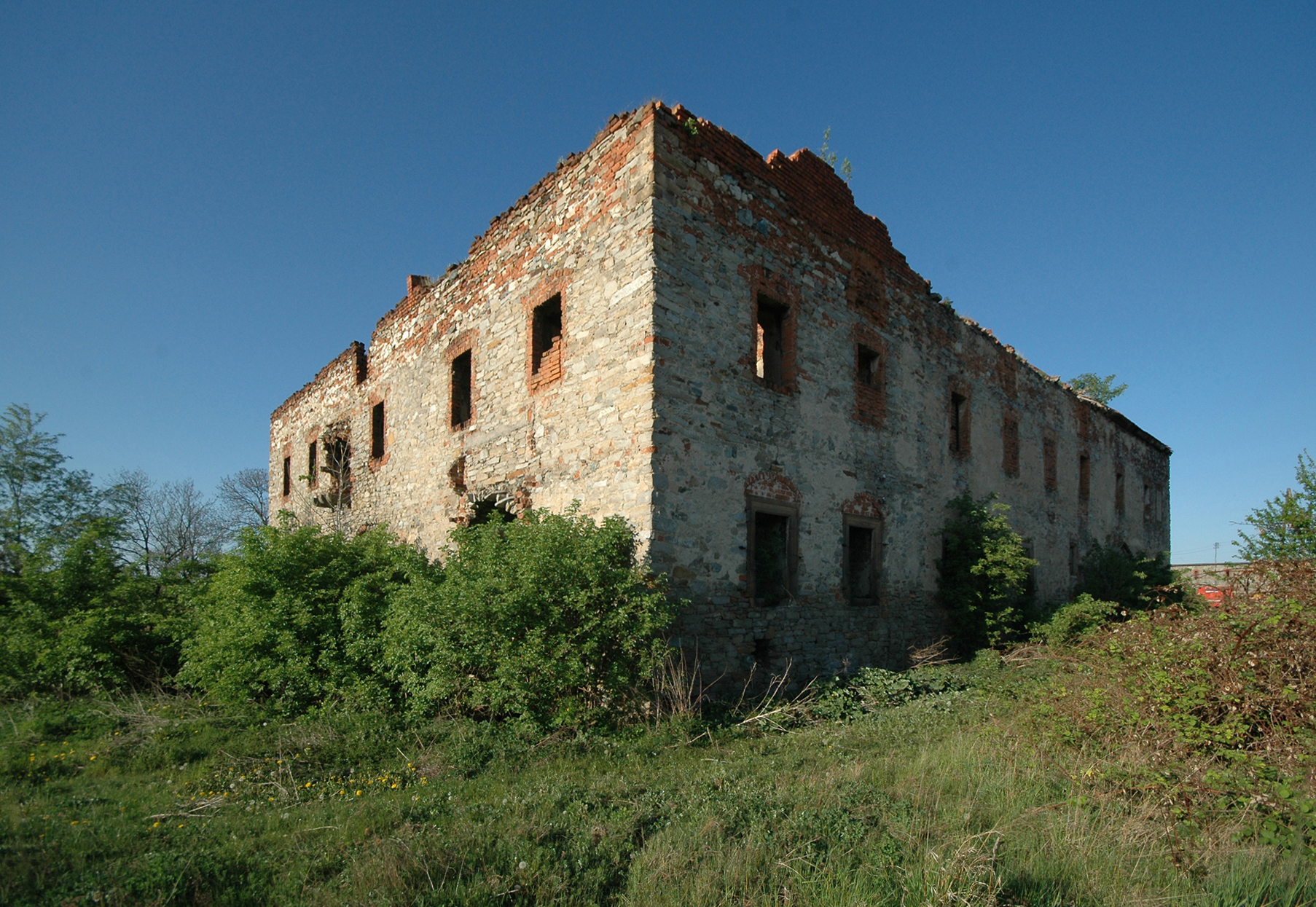
Herrenhaus in Radzików
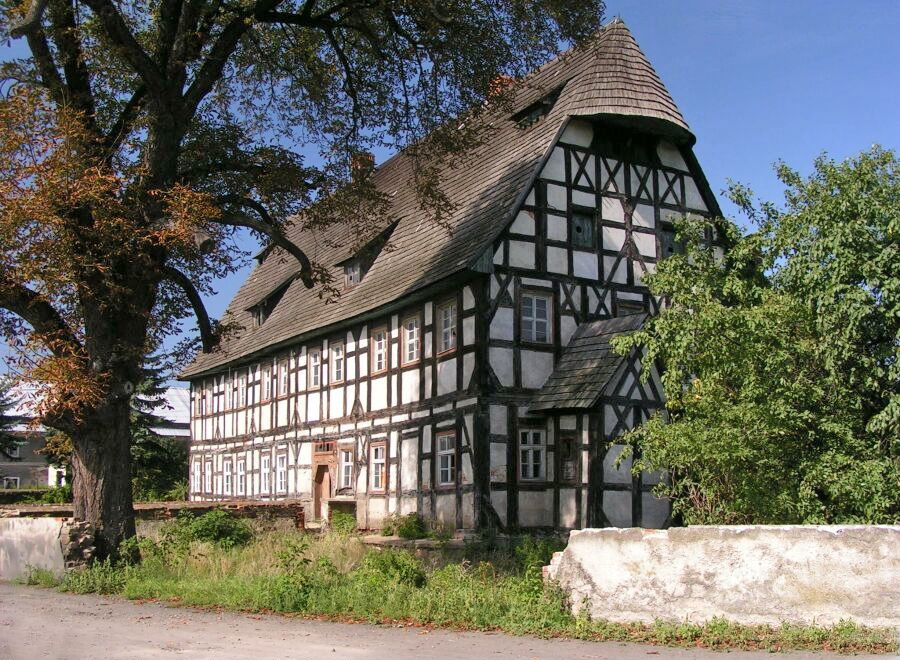
Herrenhaus in Sieniawka
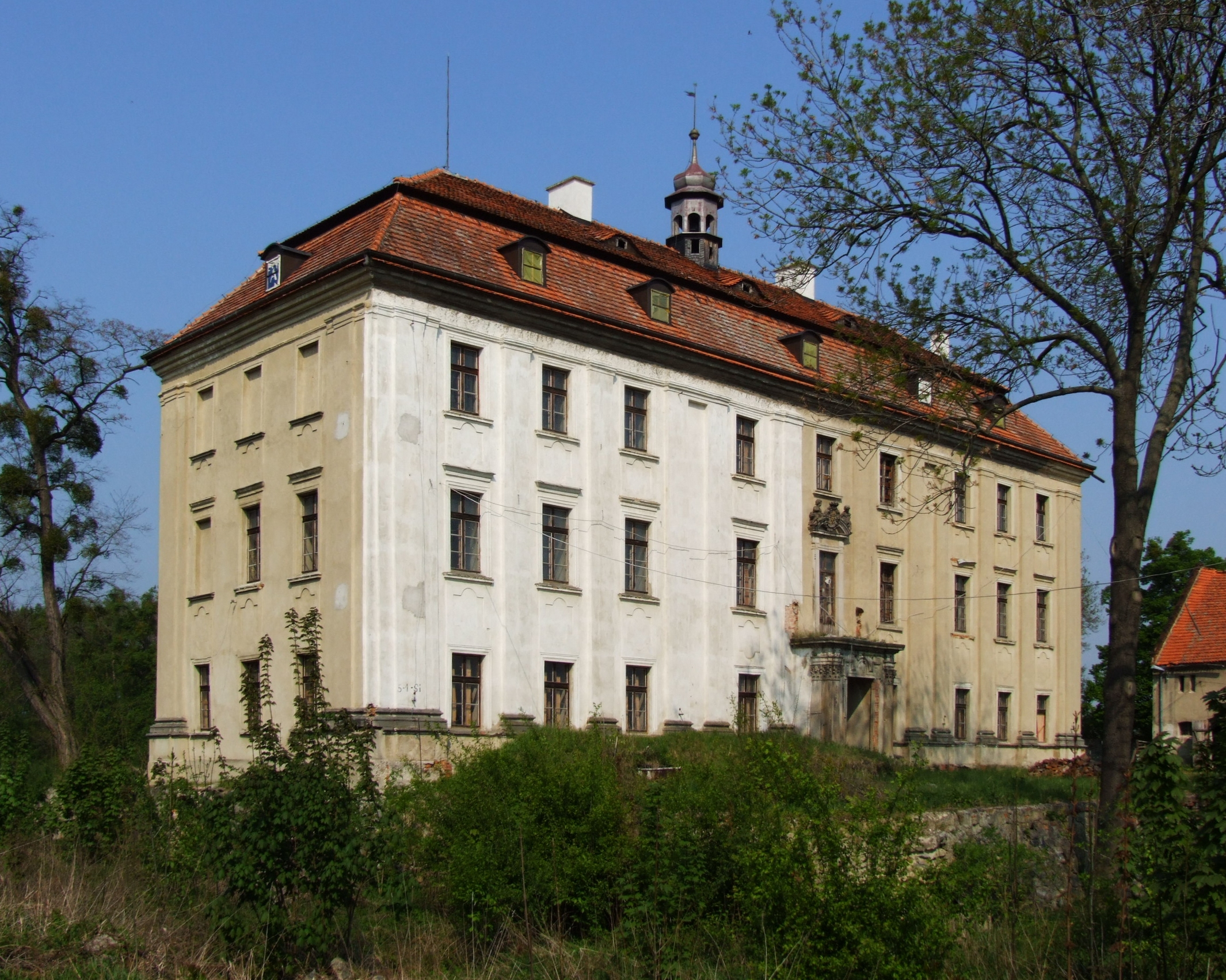
Schloss Wättrisch
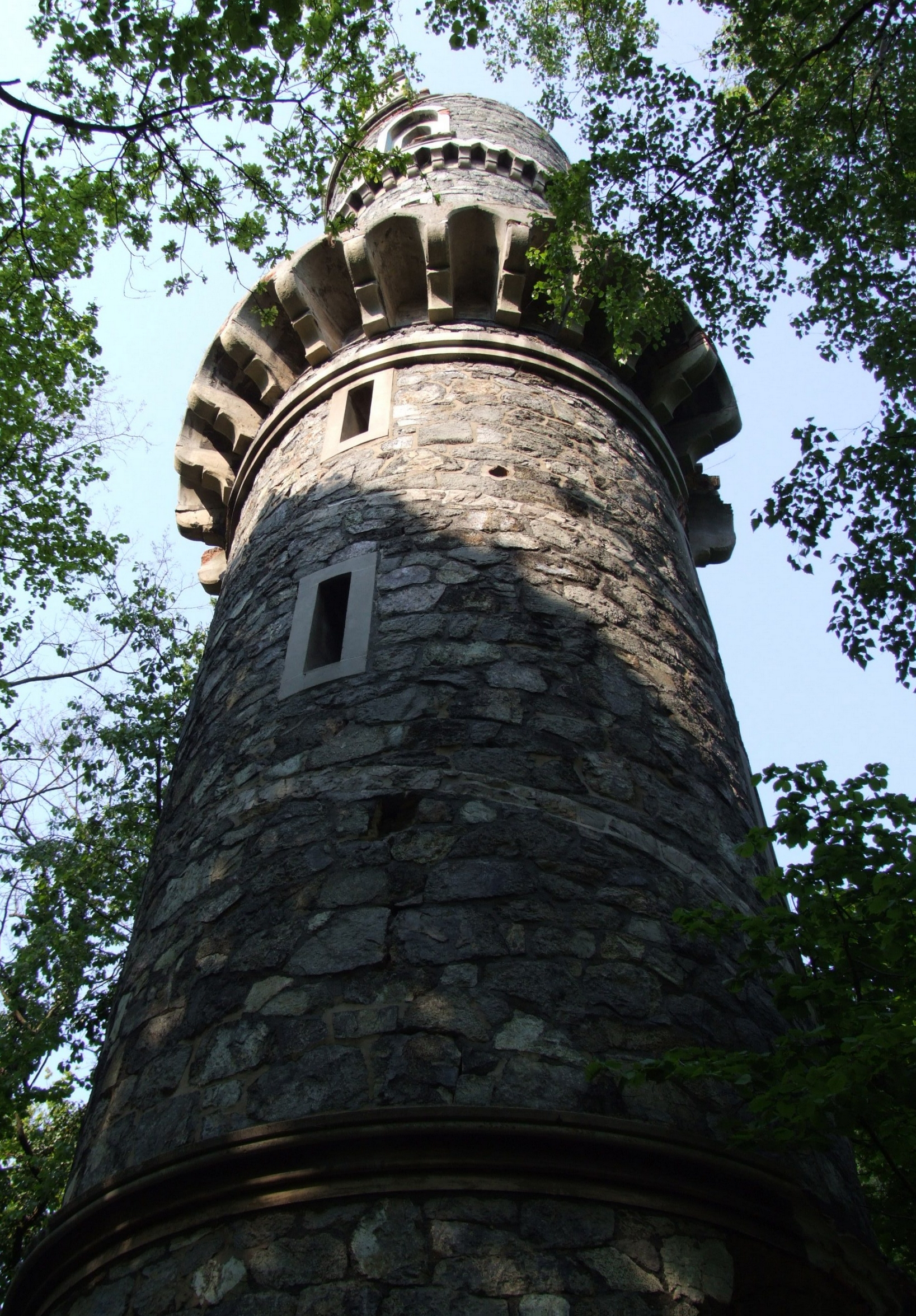
Bismarckturm auf dem Jańska Góra

## Verkehr
Die Landesstraße DK8 durchzieht die Gemeinde von Nord nach Süd. In ihrem Hauptort zweigen die Landesstraße DK39 nach Brzeg (Brieg) und die Woiwodschaftsstraße DW384 nach Nowa Ruda (Neurode) ab. Der nächste internationale Flughafen ist Breslau.
Bahnverbindungen zur Station Łagiewniki Dzierżoniowskie bestehen nicht mehr.